# قهي
قهي هي قرية في مقاطعة أصفهان، إيران. يقدر عدد سكانها بـ 855 نسمة بحسب إحصاء 2016.